# Marokopa (rivière)
La rivière Marokopa (anglais : Marokopa River) est un cours d'eau de la région de Waikato de l’Île du Nord de la Nouvelle-Zélande. 

## Géographie
Elle s’écoule vers l’ouest sur approximativement 40,5 km pour rejoindre la Mer de Tasman à Marokopa. Près de “Te Anga”, la  rivière s’écoule sur les pittoresques “chutes de Marokopa”.